# 11766 Fredseares
A 11766 Fredseares (ideiglenes jelöléssel 9073 P-L) a Naprendszer kisbolygóövében található aszteroida. Cornelis Johannes van Houten,  Ingrid van Houten-Groeneveld és Tom Gehrels fedezte fel 1960. október 17-én.